# Mangue
Pour les articles homonymes, voir Mangue (homonymie).
La mangue est le fruit du manguier, grand arbre tropical de la famille des Anacardiaceae, originaire des forêts d'Inde orientale, de la Birmanie et du Bangladesh, où il pousse encore à l'état sauvage.
Cet arbre, le Mangifera indica, cultivé dans d'autres parties du monde, a un feuillage persistant, dense et vert foncé.
Son nom vient du tamoul : மாங்காய், māṅgāy, repris en portugais : manga.
On appelle « mangues sauvages » ( "mangots" aux Antilles), les variétés de petite taille, comme l'Ataulfo mexicain ou le Bassignac martiniquais sachant qu'il existe des espèces de manguiers non cultivés fournissant des mangues comestibles, comme la mangue odorante (Mangifera odorata) ou la mangue fétide (Mangifera foetida).

## Description

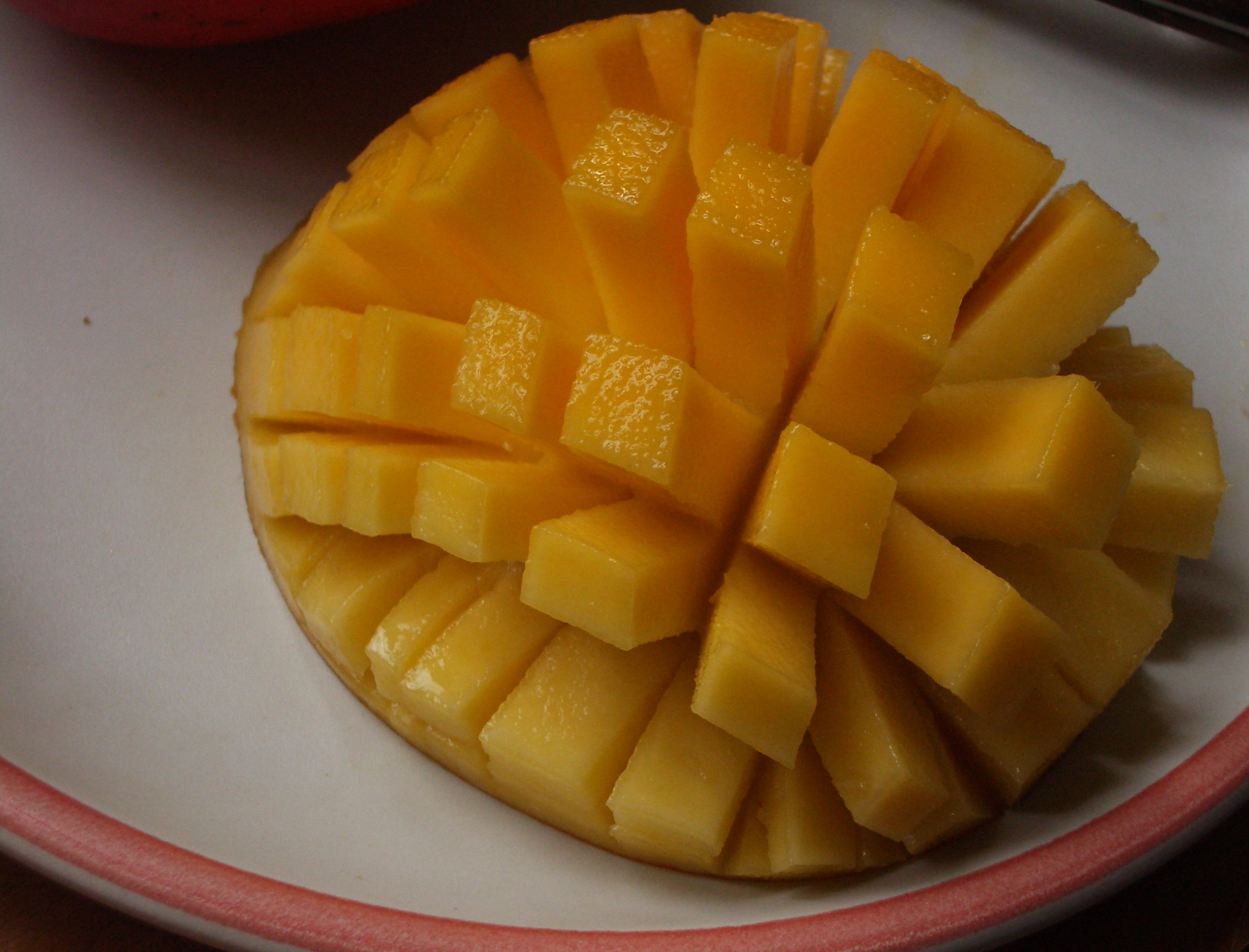
Chair de mangue ouverte et découpée en cubes.

La mangue est un fruit charnu, pesant de 300 g à 2 kg.

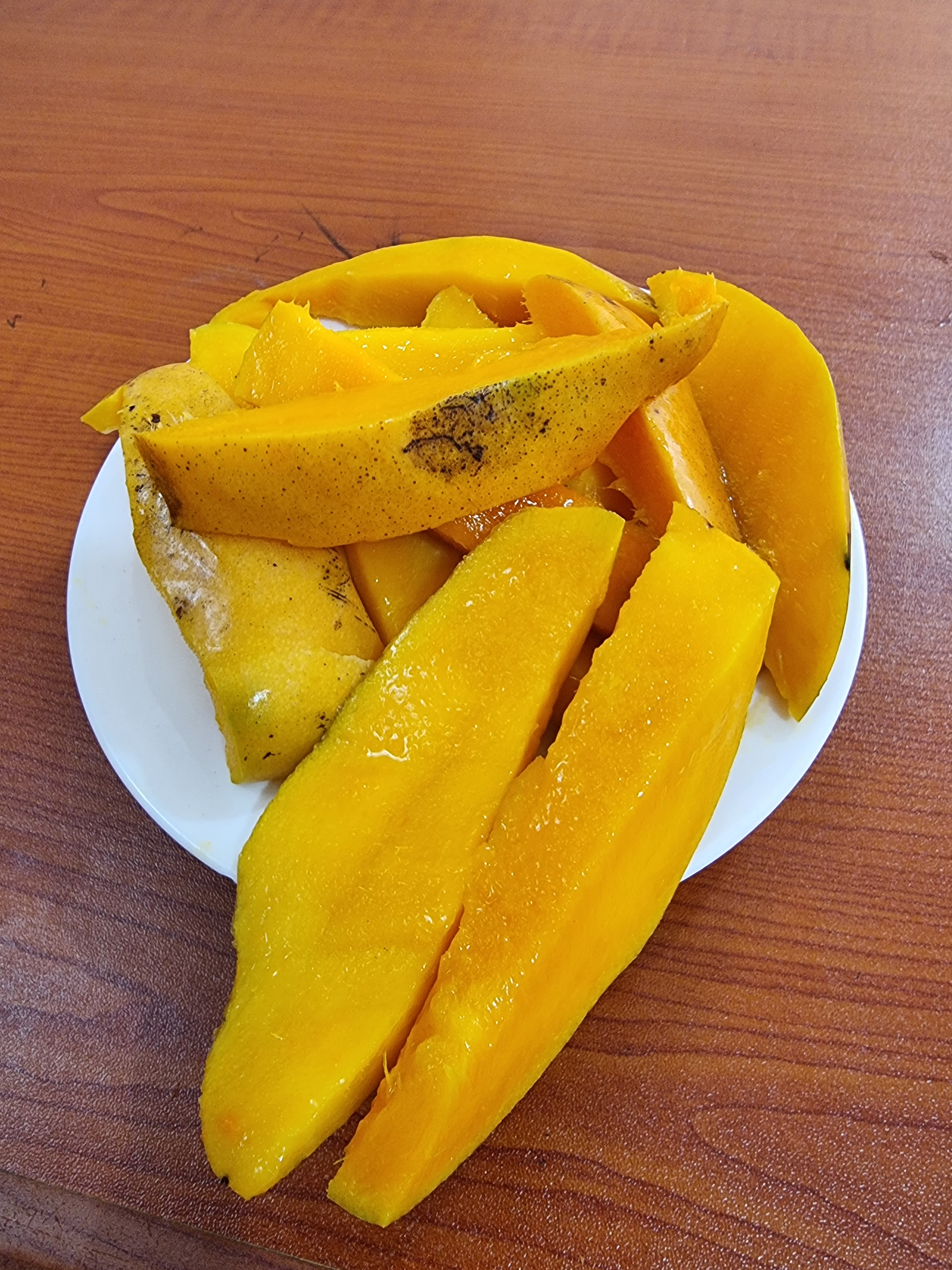
Mangue

C'est une drupe, sa chair adhère à un noyau large, plat et glissant. Elle peut être ronde, ovale ou réniforme, et présente une peau jaune, verte ou rouge, qu'il est recommandé d'enlever, car son goût est peu agréable, et elle contient des substances irritantes la rendant peu comestible.
Sa chair est jaune foncé, onctueuse, grasse et sucrée avec un faux goût de pêche et de fleur. Selon les variétés ou lorsque le fruit est trop mûr, la chair devient parfois filandreuse.

## Histoire
Le manguier aura ainsi tendance à se répandre avec le bouddhisme, atteignant au Ve siècle av. J.-C. la Malaisie puis l'Extrême-Orient. Le voyageur et pèlerin chinois Xuanzang l'aurait ramené en Chine de son voyage en Inde. Les Arabes l'introduisent, quant à eux, au Moyen-Orient et en Afrique. 
En 1328, Jodanus Cutulus, évêque de Columbum, Quilon au Kérala en fait mention. Dans la première moitié du XVe siècle, le voyageur Nicolò de' Conti en fait la première description connue sous le nom d'amba, du sanskrit amram.
Au XVIe siècle, l'empereur moghol Akbar a fait planter un verger de 100 000 manguiers dans les jardins de Darbhanga.
D'Afrique, les Portugais l'apportent au Brésil et il se répand dans le Nouveau Monde. Les premières cultures en Floride, dues au Dr Henry Perrine (en), datent de 1833 ; le fruit atteint la Californie dans les années 1880.
Aujourd'hui, la mangue est cultivée dans tous les pays tropicaux et subtropicaux du globe, et on en connaît plusieurs centaines d'espèces différentes, dont quelques-unes seulement sont commercialisées.
Dans l’État indien du Pendjab, à Burail, pousse un manguier de 20 m de haut, 10 m de circonférence, doté de branches de 4 m de circonférence et plus de 25 m de long[source insuffisante], qui donne 17 000 kg de mangues par an[source insuffisante].
Un fruit africain, Irvingia gabonensis, dit "mangue sauvage"  ou "mangue africaine", est proche de la mangue ; il est particulièrement apprécié pour ses noix oléagineuses.

## Espèces du genreMangifera

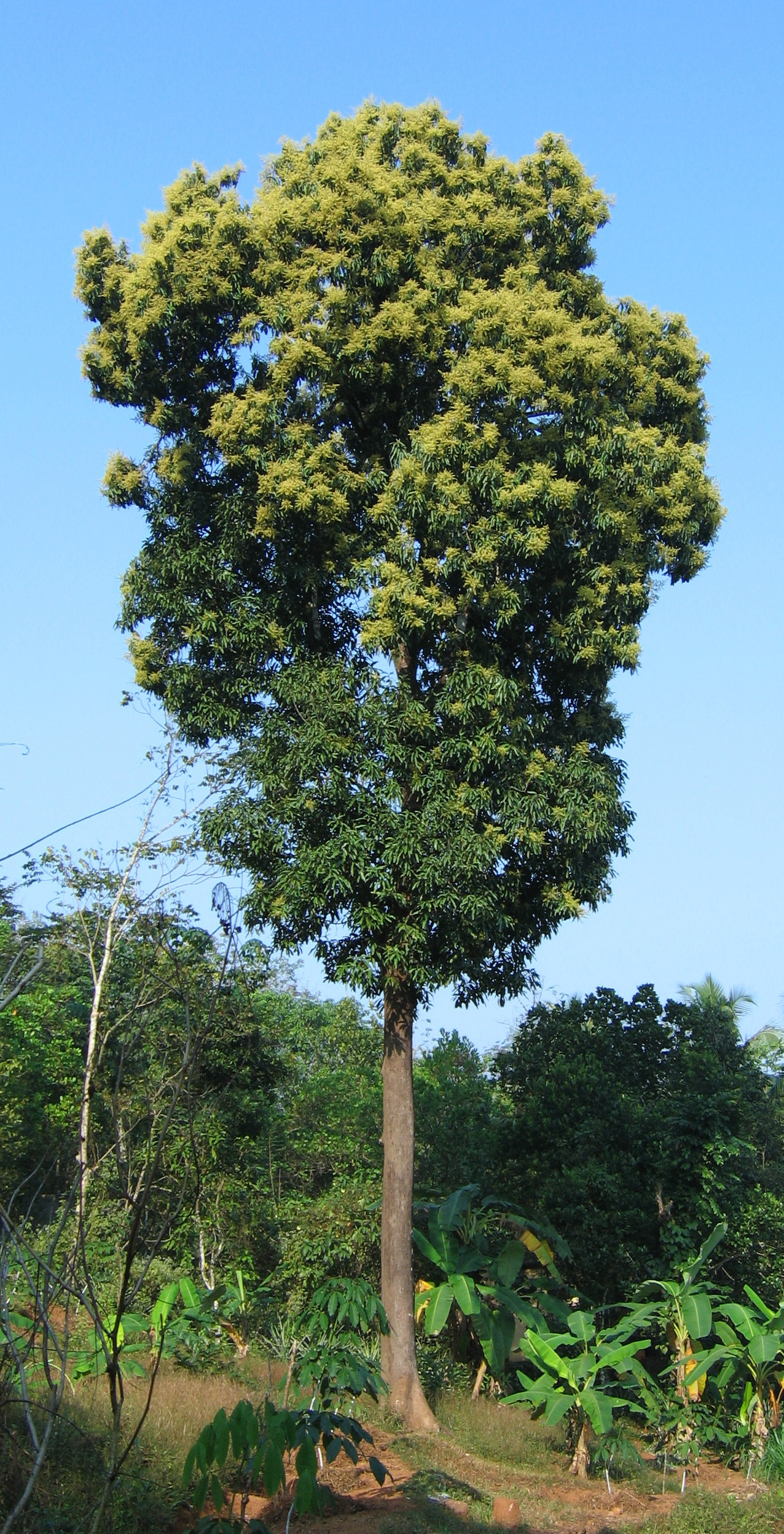
Un manguier en pleine floraison ; Kerala (Inde).

- Mangifera altissima
- Mangifera caesia
- Mangifera camptosperma
- Mangifera casturi
- Mangifera foetida
- Mangifera indica
- Mangifera kemanga
- Mangifera longipes
- Mangifera macrocarpa
- Mangifera odorata
- Mangifera pajang
- Mangifera pentandra
- Mangifera persiciformis
- Mangifera siamensis

## Cultivars duMangifera indica
- Adam (Algérie)
- Alfonso (Inde)

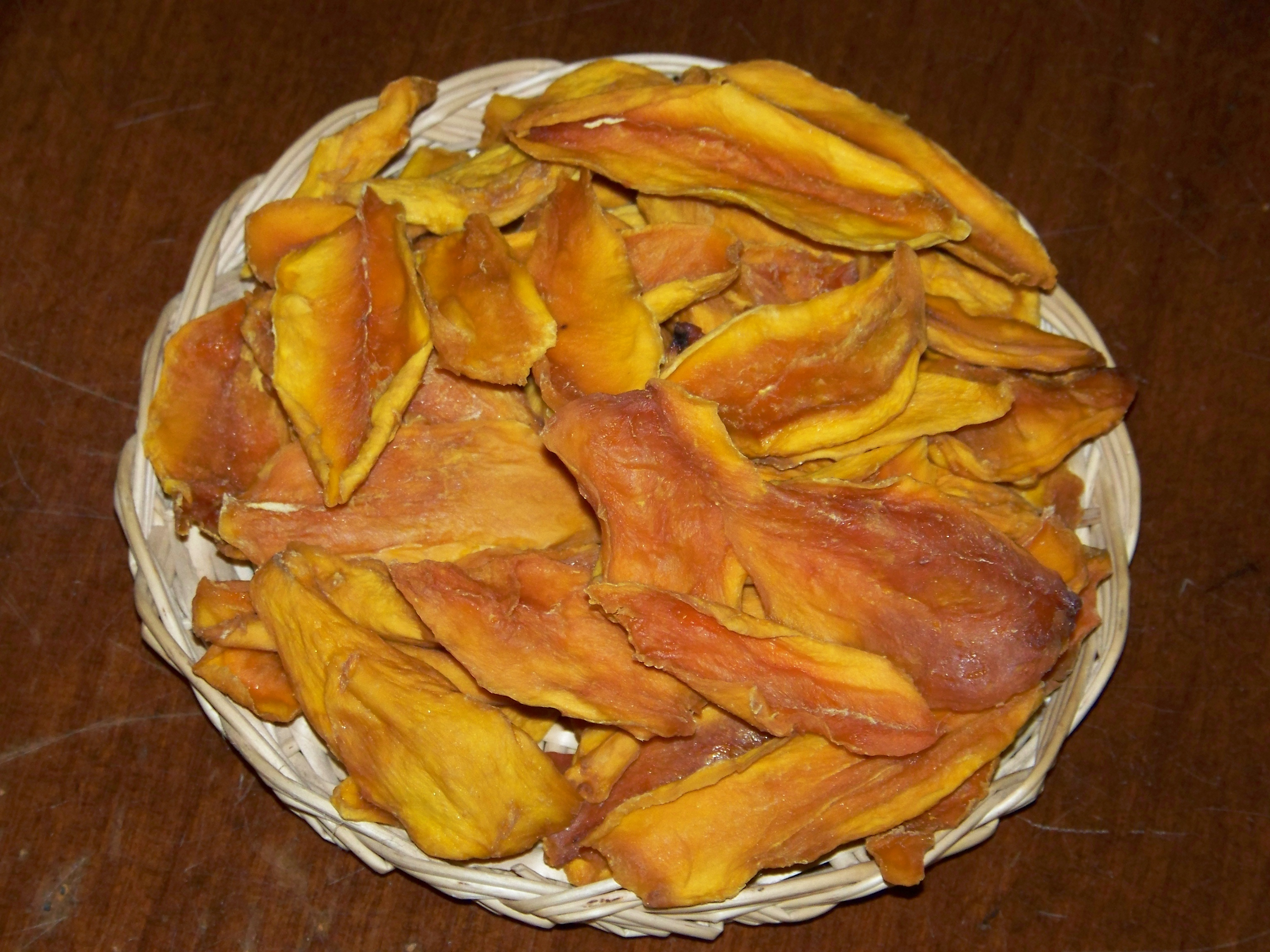
Mangues séchées.

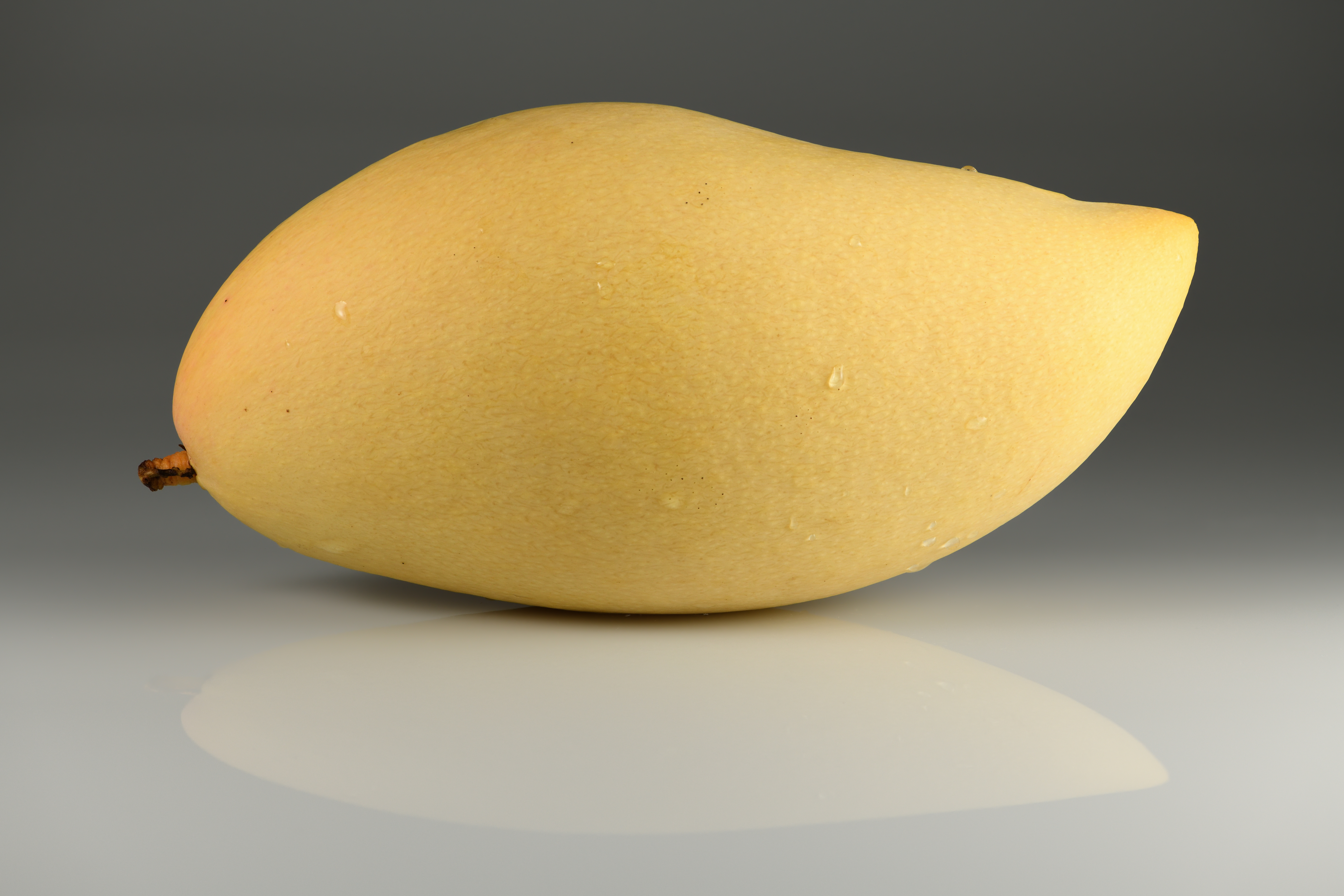
Mangue cultivar Nam Dok Mai. Novembre 2023.

- Amélie dite Gouverneur (Burkina Faso)
- Américaine (La Réunion)
- Ataúlfo (Mexique)
- Auguste (La Réunion)
- Bassignac (Martinique)
- Blanc (Caraïbes)
- Bonbon (La Réunion et Guyane), appelée aussi mangue dragée
- Bowen, mangues australiennes
- Brooks dite Retard (Burkina Faso)
- Carabao (en) (Philippines), jouit d’une grande renommée internationale grâce à sa saveur exotique, ce qui lui octroie officiellement la variété de mangue la plus douce
- Cogshall (en) (La Réunion), appelée aussi mangue américaine, early gold ou « mangue dévisse » qui coupée en deux se « dévisse » en libérant le noyau
- Cambodiana (Viêt Nam)
- Carotte (La Réunion)
- Corne (Caraïbes, Haïti)
- Crassous (Antilles françaises)
- Dragée (La Réunion)
- Edward
- Francique (Caraïbes, Haïti)
- Francis (Haïti)
- Freycinet (Antilles françaises)
- Haden, au goût de miel affirmé
- Heidi (la Réunion)
- Irwin (en), juteuse et ferme, aromatique et savoureuse, douce et intense. Les mangues Irwin sont très délicates et donc, difficiles à dénicher
- José (La Réunion)
- Julie (Antilles françaises), saveur exceptionnelle et de petite taille, très appréciée, mais sa culture est très compliquée
- Kensington (en)
- Kent (en) (Brésil, Pérou, Côte d'Ivoire, Sénégal, République dominicaine, Équateur), sans fibres
- Kesar, coût élevé
- Léonard (la Réunion)
- Mabruka (Égypte)
- Mahachanok (en) (Thaïlande)
- Mancurat (Inde), la variété la plus coûteuse en Inde, de forme ronde, extrêmement savoureuse, récolte en mai
- Mangofil (Antilles françaises)
- Manille
- Marie-Louise (La Réunion), sphérique, sans fibres
- Maya (Costa Rica), très savoureuse
- Nam Dok Mai (Thaïlande), goût variant de l'orange à la pêche selon le degré de maturité.
- Ngowe (Afrique)
- Osteen (en) (Espagne)
- Pakistani Honey (Pakistan), chair jaune, léger goût de miel
- Palmer, récolte est précoce.
- Persinet (Guyane)
- Pomme (Antilles françaises), petit calibre
- Reine-Amélie (Antilles françaises)
- Sabre (Seychelles)
- Saobot (Guyane)
- Sensation, arbre qui résiste le mieux aux températures froides
- Sunset (en) (États-Unis)
- Taiyō no tamago (en japonais, 太陽のタマゴ ou œuf du soleil) (Miyazaki, Japon), mangue la plus chère au monde[6]
- Tommy Atkins (en), gros fruit au délicieux parfum exotique, avec fibres
- Ubá (Minas Gerais, Brésil),
- Zill (en), arôme très intense et pulpe charnue et sucrée

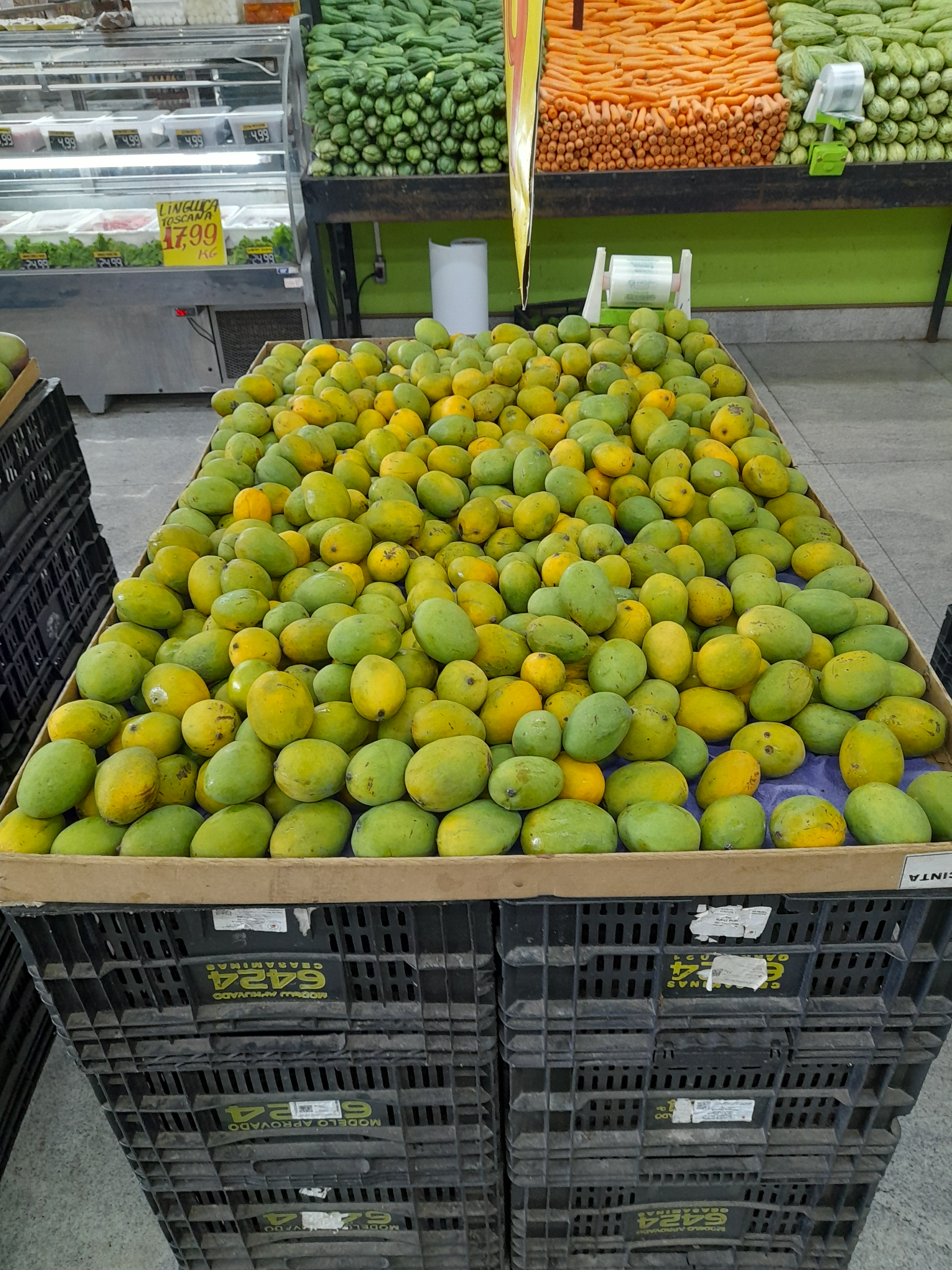
Manga Ubá, Minas Gerais, Brésil.

## Production et exportation
Le point jaune est une marque qui apparaît sur la peau de certaines variétés de mangue et qui indique que le fruit est arrivé à maturité. Pour l'export, les fruits sont cueillis verts, ce qui en diminue les qualités gustatives. Toutefois, comme la banane ou le kiwi, la mangue est un fruit climactérique et peut donc mûrir après la cueillette, plus rapidement (comme la banane et d'autres fruits) en présence d'éthylène.
Pour faire face aux difficultés posées en Afrique par une brève période de production (difficultés à écouler les fruits), des essais d'amélioration de la conservation en frais des mangues (variétés Kent, Tommy Atkins, Early Gold…) ont été menés dans les années 2000 pour faciliter leur stockage et leur transport. Des enrobages par une cire naturelle (cire du palmier à cire Carnauba ou par de la gomme-laque (ou shellac, une cire produite par une cochenille asiatique)) ont été testés, de même que des enrobages par des protéines ou des polysaccharides (ex. : amidon de Colocasia esculenta), montrant que certains de ces traitements peuvent finir par donner un goût fermenté/alcoolisé à la mangue en fin de période de conservation. Des traitements antimicrobiens des tranches de mangues vendues sous sachets (ex. : huile de neem à hauteur de 1 % de l'enrobage, mais avec d'éventuels effets de toxicité et gustatifs), et un emballage sous atmosphère modifiée ont aussi été testés.

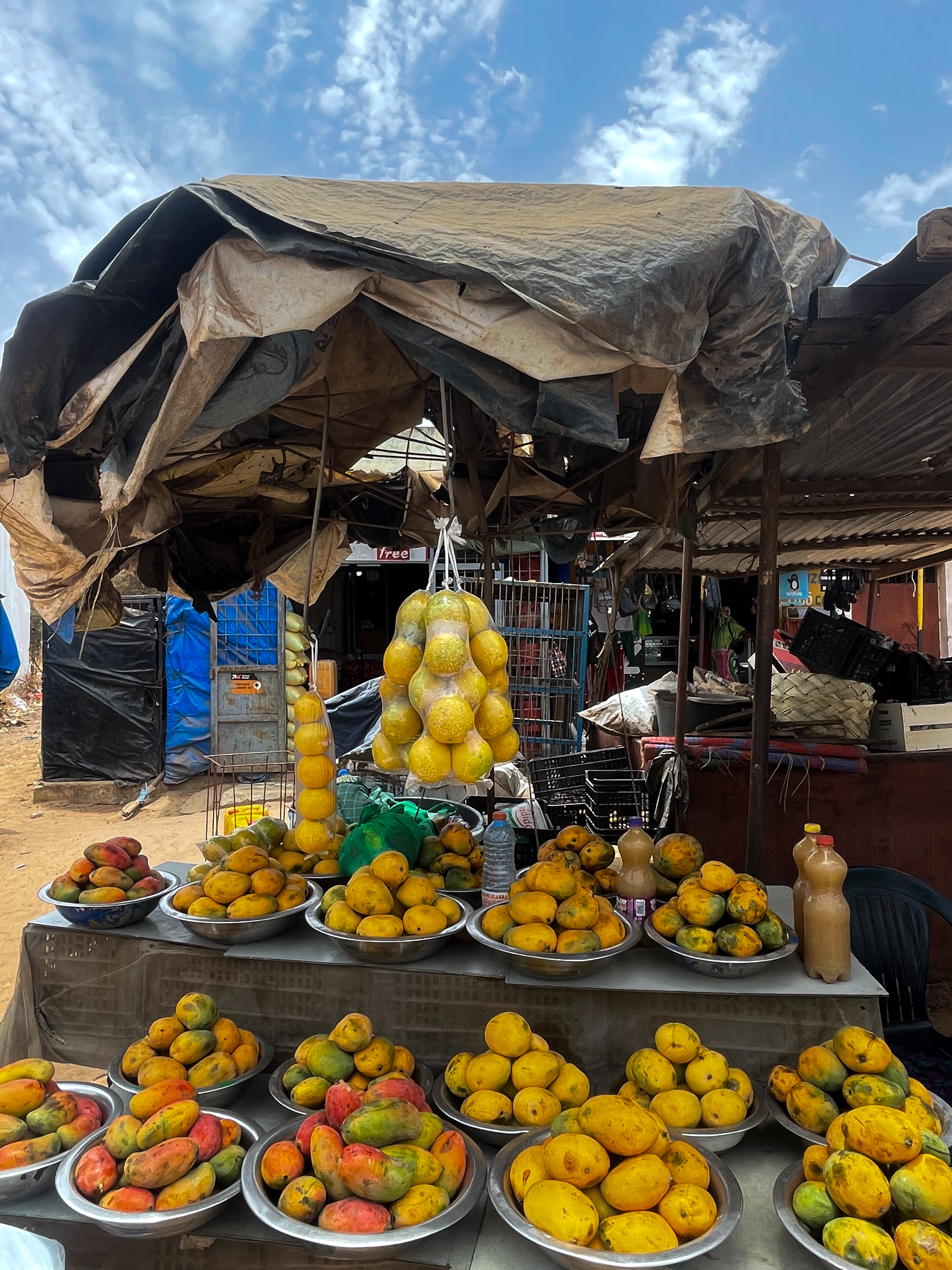
mangues dans un marché au Sénégal
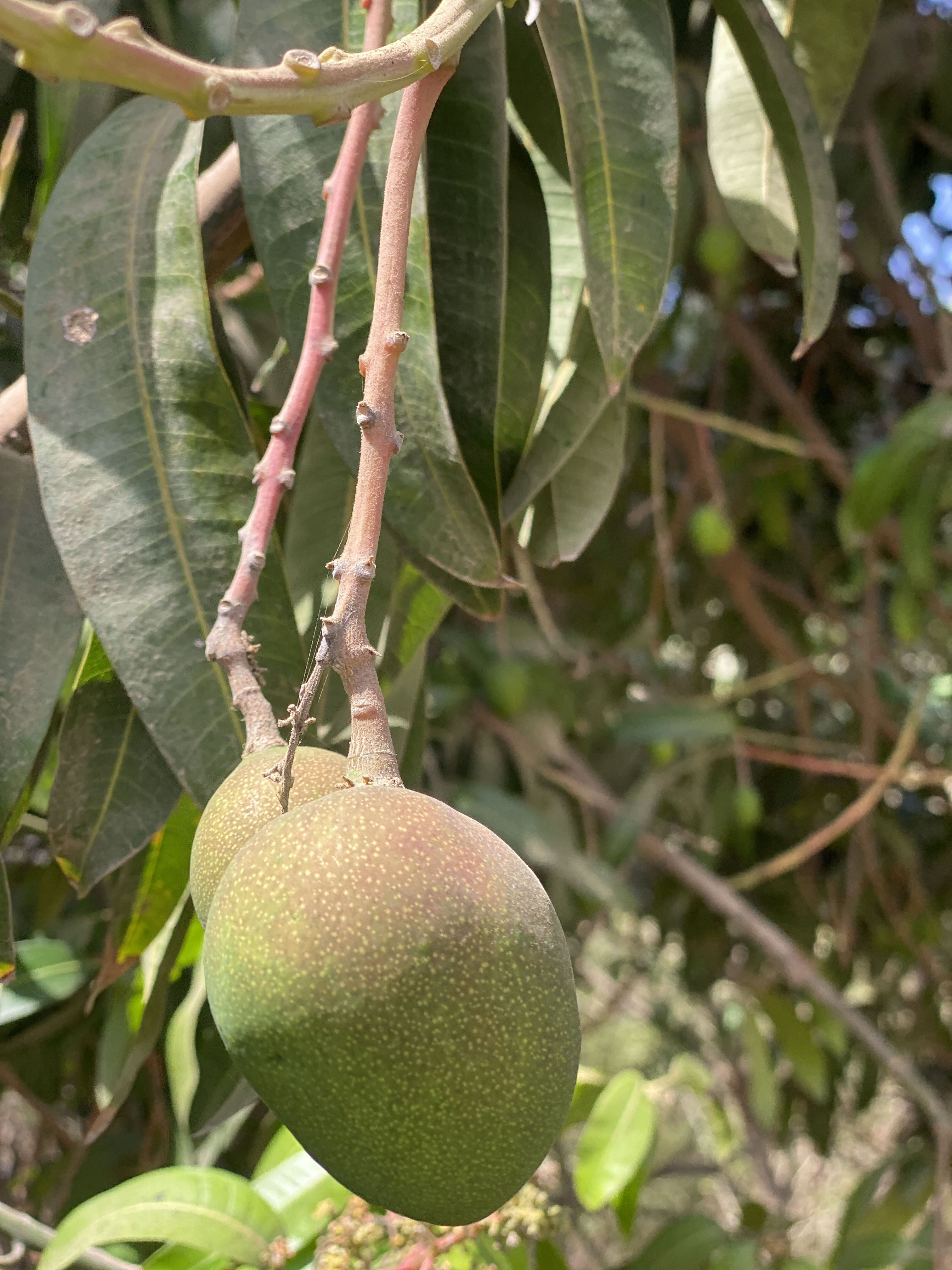
champs de mangues au Département de Biologie Végétale de l'UCAD au Sénégal

Dans les pays d'Afrique de l'Ouest qui ont parfois du mal à gérer l'exportation de mangues fraîches en raison de problèmes d'acheminement, la production de mangues séchées est développée. Cette opération permet de mieux exploiter la production en transformant le produit sur place, ce qui apporte des emplois locaux et donne ainsi une valeur ajoutée à la production.

## Importance économique
| Pays       | Production en 2020 en tonnes |
| ---------- | ---------------------------- |
| Inde       | 24 748 000                   |
| Indonésie  | 3 617 271                    |
| Mexique    | 2 373 111                    |
| Chine      | 2 368 180                    |
| Pakistan   | 2 344 647                    |
| Brésil     | 2 135 304                    |
| Malawi     | 1 938 066                    |
| Thaïlande  | 1 657 589                    |
| Bangladesh | 1 448 396                    |
| Égypte     | 1 395 244                    |

Le tableau liste les dix premiers producteurs mondiaux de mangue (incluant les mangoustans et les goyaves).
La production mondiale s'est élevée à environ 54,8 millions de tonnes en 2020. La mangue est ainsi le sixième fruit le plus produit au monde (après la banane, la pomme, le raisin, l'orange et la noix de coco). Une centaine de pays dans le monde sont producteurs de mangues mais les vingt premiers en produisent la quasi-totalité. La production mondiale de mangue s’est considérablement accrue à partir des années 1980, principalement grâce à l’apparition de nombreux nouveaux pays producteurs comme la Chine, l'Indonésie ou le Mexique. Même les pays comme l’Inde, où la mangue pousse depuis des milliers d’années, ont récemment augmenté leur production mais la production indienne est principalement consommée sur place.[réf. nécessaire]

### Phytosanitaire
La mangue est victime de nombreux champignons causant notamment l'anthracnose, ou d'insectes tels que la mouche de la mangue ou le charançon du noyau de la mangue. Les perturbations climatiques sont la cause majoritaire de la plupart de ces maladies, principalement celle de la mouche de mangue.

## Utilisation
La mangue est utilisée dans des plats d'origine tropicale ou encore en jus de fruit pour des cocktails exotiques.

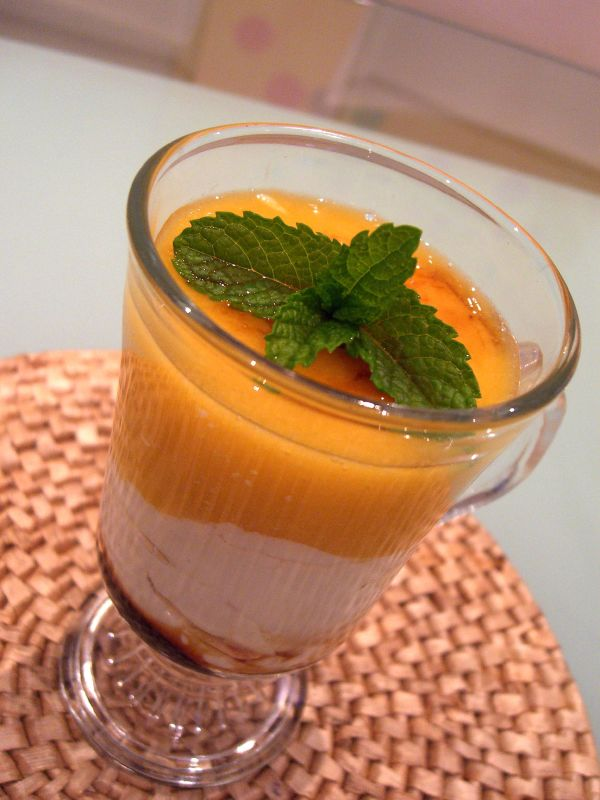
Dessert à base de mangue.

### Pour l'alimentation
La mangue est consommée dans le monde entier mais elle n'est réellement délicieuse que cueillie à point et donc consommée près de là où elle pousse. La mangue est mûre lorsqu'elle cède sous une légère pression des doigts et qu'un parfum capiteux s'en dégage, ou, de manière quasi-certaine, quand des traces de sucre sont visibles à la base de la queue. Une mangue verte n'est pas souvent mûre, mais il y a des exceptions. Le goût de la mangue dépend de la variété et de la maturité ; on peut y trouver des goûts de pêche, de fleurs, de citron, d'abricot, de banane, de menthe… ou même d'essence de térébenthine.
On peut la manger nature ou l'incorporer aux salades de fruits, aux céréales et aux sorbets. On peut la transformer en coulis ou en faire de la confiture. Elle est habituellement utilisée, sous forme sèche et moulue, pour donner un peu d'aigreur dans de nombreux plats de légumes de la cuisine du nord de l'Inde où elle est appelée amchur (parfois écrit amchoor), am étant le mot hindi pour « mangue ». Elle est délicieuse avec la volaille, le canard et le porc. Dans les Mascareignes, la mangue verte peut être utilisée pour faire un rougail épicé qui accompagne les plats de viande.
Les chutneys à la mangue verte sont des condiments doux composés de mangue et d'épices variées. Ils accompagnent les plats au curry, la viande froide ou les fromages. Il existe plusieurs recettes de chutneys à la mangue, selon leur origine, jamaïcaine ou indienne.
La matière grasse issue du noyau de la mangue, le beurre de mangue, est incorporée à certains aliments tels le chocolat.
La consommation du noyau peut causer des crampes sévères.[réf. nécessaire] Elle contient des antioxydants, comme la vitamine C et le lupéol, qui diminue la croissance des cellules cancéreuses, notamment dans le cancer de la prostate.

### Alimentation animale
Les déchets de mangue (peaux et noyaux) ont récemment (études publiées en 2013 et mai 2018) été testés avec succès comme substitut au maïs en alimentation porcine,. Les porcs ainsi nourris ont produit une viande moins grasse. Les auteurs de l'étude précisent que des « études complémentaires sur la digestibilité des provendes et de meilleures formules seront nécessaires pour affiner les recommandations d’utilisation aux éleveurs ».

### Valeur nutritive
| Valeur nutritionnelle pour 100 g[réf. nécessaire]   | Valeur nutritionnelle pour 100 g[réf. nécessaire] |
| --------------------------------------------------- | ------------------------------------------------- |
| Énergie                                             | 250 kJ (60 kcal)                                  |
| Glucides                                            | 15 g                                              |
| dont sucres                                         | 13,7 g                                            |
| Fibres alimentaires                                 | 1,90 g                                            |
| Graisses                                            | 0,38 g                                            |
| Protéines                                           | 0,82 g                                            |
| Vitamines                                           |                                                   |
| Vitamine A equiv. bêta-Carotène Lutéine/Zéaxanthine | (7 %) 54 μg (6 %) 640 μg 23 μg                    |
| Vitamine B1                                         | (2 %) 0,028 mg                                    |
| Vitamine B2                                         | (3 %) 0,038 mg                                    |
| Vitamine B3                                         | (4 %) 0,669 mg                                    |
| Vitamine B5                                         | (4 %) 0,197 mg                                    |
| Vitamine B6                                         | (9 %) 0,119 mg                                    |
| Vitamine B9                                         | (11 %) 43 μg                                      |
| Choline                                             | (2 %) 7,6 mg                                      |
| Vitamine C                                          | (44 %) 36,4 mg                                    |
| Vitamine E                                          | (6 %) 0,9 mg                                      |
| Vitamine K                                          | (4 %) 4.2 μg                                      |
| Minéraux                                            |                                                   |
| Calcium                                             | (1 %) 11 mg                                       |
| Fer                                                 | (1 %) 0,16 mg                                     |
| Magnésium                                           | (3 %) 10 mg                                       |
| Manganèse                                           | (3 %) 0,063 mg                                    |
| Phosphore                                           | (2 %) 14 mg                                       |
| Potassium                                           | (4 %) 168 mg                                      |
| Sodium                                              | (0 %) 1 mg                                        |
| Zinc                                                | (1 %) 0,09 mg                                     |